# مارک آلدانوف
مارک آلدانوف (به روسی: Марк Алда́нов) با نام اصلی مارک آلکساندروویچ لاندائو  (به روسی: Марк Алекса́ндрович Ланда́у) «تولد در ۷ نوامبر ۱۸۸۶ ، ۱۸۸۸ یا ۱۸۸۹-مرگ در ۲۵ فوریه ۱۹۵۷» یک نویسنده و منتقد اهل کشور روسیه بود.عمده ی شهرت وی به خاطر داستان های تاریخی اش است.
مارک لاندائو(آلاندوف) در شهر کی‌یف و در یک خانواده ی ثروتمند یهودی متولد شد.وی از دانشگاه کیف فارغ التحصیل شده بود و پژوهش های مهمی در زمینه ی شیمی منتشر کرده بود.در سال ۱۹۱۹ به فرانسه مهاجرت کرد.طی سال های ۱۹۲۲ تا ۱۹۲۴ در شهر برلین و از سال ۱۹۴۱ تا ۱۹۴۶ در ایالات متحده آمریکا زندگی کرد.
کتاب نخست آلاندوف درباره ی ولادیمیر لنین بود که به زبان های مختلفی ترجمه شد و باعث به شهرت رسیدن آلاندوف شد.پس از آن یک داستان سه گانه را نوشت که در آن سعی داشت ریشه های انقلاب روسیه را نشان دهد.وی همچنین داستانی چهرگانه راجع به جنگ های ناپلئونی نگاشت.پس از آن داستان های ادبی دیگری نیز از این نویسنده منتشر شد.
آلاندوف در شهر نیس واقع در کشور فرانسه درگذشت.مکاتبات گسترده ی وی با ولادیمیر ناباکوف ،ایوان الکسیویچ بونین ،الکساندر فیودورویچ کرنسکی و افراد مشهور دیگر،پس از مرگش منتشر شد.